# Heggapur, Lingsugur
Heggapur là một làng thuộc tehsil Lingsugur, huyện Raichur, bang Karnataka, Ấn Độ.